# 麦迪逊大道383号
麦迪逊大道383号（英語：383 Madison Avenue）是美國纽约的一座写字楼，由摩根大通拥有并使用，位于麦迪逊大道和范德比尔特大道上，介于46街到47街之间。之前被称为贝尔斯登大厦，它曾是贝尔斯登的全球总部，直到2008年贝尔斯登倒闭并被摩根大通收购。目前该大楼用作摩根大通投资银行部门的纽约办公室。
该建筑由SOM建筑设计事务所设计师大卫·查尔德斯设计，高755英尺（230米），共47层。建筑工程于2001年完成，2002年正式对外开放，大楼内部可租赁空间为110,000平方米。
2008年摩根大通收购贝尔斯登后，该大楼所有权易主。在2008年第二季度电话会议上，摩根大通对该大楼估值为11亿到14亿美元。